# 近江谷太朗
近江谷 太朗（おうみや たろう、1965年12月4日 - ）は、日本の俳優。北海道出身。

## 略歴
一人っ子。北海道帯広三条高等学校、東北学院大学文学部英文学科卒業。1988年に劇団スーパー・エキセントリック・シアターの研究所に入所。1989年に演劇集団キャラメルボックスに入団（上川隆也は同期）。2002年に退団。
2024年12月31日をもって18年間所属したLDHを退社。

## 出演

### テレビドラマ
- 週末婚（1994年、TBS）
- アフリカの夜（1999年、フジテレビ） - パブ店員
- 幸せづくり（1999年、関西テレビ系）
- 古畑任三郎（1999年5月4日、フジテレビ）
- 世にも奇妙な物語 「バーゲンハンター」（2000年） - 白石太一 役
- 嫁はミツボシ。（2001年） - 太田医師 役
- 女優・杏子（2001年） - 平井プロデューサー 役
- 陰の季節シリーズ（TBS）
- 月曜ドラマスペシャル「ホステス探偵危機一髪2」（2000年5月8日、TBS） - 部長 役
- カバチタレ! 第3話（フジテレビ） - 鎌田 松雄 役
- 一攫千金夢家族（TBS）
- 特命係長 只野仁シーズン1-4（テレビ朝日） - 野村俊夫（電王堂営業課長） 役
- 相棒（テレビ朝日系 / 東映）
  - season2 第5話『蜘蛛女の恋』（2003年11月12日） - 斎藤肇 役
  - season9 第1話『顔のない男』（2010年10月20日） - 吉野茂久 役
- ビッグマネー!〜浮世の沙汰は株しだい〜 第12話（2002年、フジテレビ） - 早坂銀行監督局長 役
- 月曜ミステリー劇場「税務調査官・窓際太郎の事件簿11」（TBS） - 諸田洋介 役
- 水曜プレミア「日本のこわい夜-予感」（TBS）
- 迷路荘の惨劇（2002年） - 柳町善衛 役
- 女と愛とミステリー
  - 「窓際信金マンの事件帳簿2」（テレビ東京）
- 電池が切れるまで 第2話（テレビ朝日系）
- 女と愛とミステリー「多摩南署たたき上げ刑事・近松丙吉4」（2004年） - 木崎刑事
- マザー&ラヴァー 第6話（フジテレビ系）
- ドラマスペシャル「負け犬の遠吠え」（日本テレビ系）
- 救命病棟24時　第３シリーズ（2005年、フジテレビ系） - 三上健一郎 役
- 理想の生活（NHK）
- 鬼嫁日記（フジテレビ系） - 斉藤課長 役
- ケータイ刑事 銭形雷 第18話（BS-i）
- 家族〜妻の不在・夫の存在〜（2006年） - 斉藤部長
- 西遊記 第3話（フジテレビ系）
- ですよねぇ。（TBS系）
- 土曜ワイド劇場（朝日放送系）
  - 「炎の警備隊長・五十嵐杜夫4」
  - 「京都南署鑑識ファイル3」（2006年） - 八坂緑風
  - 「逆転報道の女」 第1作〜第5作（2012年〜2016年） - 小久保満 役
  - 「新ヤメ検の女2」（2016年11月26日） - 片倉秀俊 役
- 僕たちの戦争（TBS系）
- 家族〜妻の不在・夫の存在〜（テレビ朝日系）
- ちびまる子ちゃん（フジテレビ系）
- 拝啓、父上様（フジテレビ系）
- 金曜プレステージ「ひみつな奥さん2」（フジテレビ系）
- 黒い太陽（テレビ朝日系）
- 生きる（テレビ朝日系）
- SP Episode IV（フジテレビ系） - 高島 役
- コスプレ幽霊 紅蓮女 第9話（2008年3月7日、テレビ東京） - 森岡 役
- ロス:タイム:ライフ 第8話（2008年3月29日、フジテレビ） - 加茂社長 役
- ごくせん（2008年4月、日本テレビ） - 石原刑事 役
- パズル Piece3（2008年5月、テレビ朝日系） - 岩井宏 役
- 七人の女弁護士 最終話（2008年6月、テレビ朝日系） - 検事 役
- シバトラ〜童顔刑事・柴田竹虎〜 第1話（2008年7月、フジテレビ）
- スマイル （2009年4月、TBS）
- 松本清張生誕100年スペシャル・夜光の階段（2009年4月30日、テレビ朝日） - 不動産屋 役
- LOVE GAME 第2話（2009年4月30日、日本テレビ系・読売テレビ）
- 名探偵の掟 第3話（2009年5月1日、テレビ朝日） - 王沢良一 役
- ダンディ・ダディ?（2009年7月 - 9月、テレビ朝日）
- サムスンスペシャル「伝えたい!僕らの夢 聴導犬が教えてくれたチカラ〜あすなろ学校の物語〜」（2009年7月20日、TBS） - 高原栄一 役
- サムライ・ハイスクール（2009年11月、日本テレビ） - ファミレスの店長 役
- 宿命 1969-2010 -ワンス・アポン・ア・タイム・イン・東京-（2010年2月26日、テレビ朝日） - 菅谷医師 役
- 大河ドラマ・龍馬伝（2010年4月4日・18日、NHK） - 老中 役
- タンブリング（2010年4月17日、TBS） - 鷲津学院（メイン高校のライバル校）中村コーチ 役
- 警視庁失踪人捜査課 第6話（2010年5月21日、朝日放送・テレビ朝日系列） - 木佐貫大輔 役
- 土曜ドラマ「鉄の骨」 第4話（2010年7月24日、NHK） - メーカー社員 役
- 月曜ゴールデン「緑川警部 vs 16時02分の路線バス」（2010年7月26日、TBS）
- 日本人の知らない日本語（2010年9月30日、日本テレビ） - 池上（入国管理局員） 役
- 獣医ドリトル 第1 - 2話（2010年10月17日・24日、TBS） - 福島獣医 役
- 歌セラ 第1回「男たち」（2010年10月、TUY・TBC・HBCほか）
- 示談交渉人 ゴタ消し（2011年2月3日、読売テレビ制作、日本テレビ） - 岩田幸三 役
- ドラマW「ビート」（2011年2月13日、WOWOW） - 監察医 役
- <SEE EGGs>ガッツポーズ!<DO！深夜>「蹴られる男」（2011年2月20日、フジテレビ） - 部長 役
- 告発〜国選弁護人 第7話（2011年2月24日、テレビ朝日） - 検事 役
- 遺留捜査 第5話（2011年5月11日、テレビ朝日） - 中沢 役
- ハガネの女 season2 第6話（2011年5月26日、テレビ朝日） - 曽根孝弘 役
- NHKスペシャル 未解決事件 file.01「グリコ・森永事件」（2011年7月29、30日、NHK） - 蔵楽知昭 役
- 新・警視庁捜査一課9係 第6シリーズ 第7話（2011年8月17日、テレビ朝日） - 若杉充 役
- バラ色の聖戦 第2話（2011年9月11日、テレビ朝日） - 相沢 役
- DOCTORS〜最強の名医〜 第6話（2011年12月1日、テレビ朝日） - 糸川公平 役
- 秘密諜報員 エリカ 第11話（2011年12月15日、日本テレビ系・読売テレビ） - 澤田祐也 役
- ラッキーセブン 第4話（2012年2月6日、フジテレビ） - 峰永賢一 役
- 松本清張没後20年特別企画・市長死す（2012年4月3日、フジテレビ） - 松本三郎 役
- たぶらかし-代行女優業・マキ- 第4話（2012年4月26日、日本テレビ系・読売テレビ） - 菅原 役
- Answer〜警視庁検証捜査官 第6話（2012年5月23日、テレビ朝日） - 室田友和 役
- リーガル・ハイ 最終話（2012年6月26日、フジテレビ） - 村上 役
- 宮部みゆきミステリー パーフェクト・ブルー 第3話（2012年10月22日、TBS） - 芹沢保 役
- 金曜プレステージ「松本清張没後20年特別企画 疑惑」（2012年11月9日、フジテレビ） - 秋谷 役
- 悪夢ちゃん 第8話（2012年12月1日、日本テレビ）
- 水曜ミステリー9「松本清張没後20年特別企画 事故〜黒い画集〜」（2012年12月12日、テレビ東京） - 山西省三 役
- PRICELESS〜あるわけねぇだろ、んなもん!〜 第9話（2012年12月17日、フジテレビ）
- お天気お姉さん（2013年4月 - 6月、テレビ朝日） - 加原陽一郎 役
- ガリレオ 第2シーズン 第三章「心聴る」（2013年4月29日、フジテレビ） - 早見達郎 役
- でたらめヒーロー 第5話（2013年5月2日、日本テレビ系・読売テレビ） - 吉岡孝則 役
- ムッシュ! 第6話（2013年5月22日、CBC）
- POWER GAME〜パワーゲーム〜 第1・2回（2013年8月10日 - 8月17日、NHK BSプレミアム） - 宮原宏太郎 役
- 名もなき毒 第9話（2013年9月2日、TBS）
- 月曜ゴールデン「信濃のコロンボ〜死者の木霊〜」（2013年10月7日、TBS） - 宮島昌矢 役
- 都市伝説の女 Part2 第2話（2013年10月18日、テレビ朝日） - 堀龍太郎 役
- 花咲くあした（2014年1月 - 2月、NHK BSプレミアム） - 川渕 役
- 大河ドラマ・軍師官兵衛（2014年3月30日、NHK） - 中川清秀 役
- ドラマスペシャル「白銀ジャック」（2014年8月2日、テレビ朝日） - 宮内寛 役
- 東京スカーレット〜警視庁NS係 最終話（2014年9月9日、TBS） - 江藤康史 役
- ビンタ!〜弁護士事務員ミノワが愛で解決します〜 第3話（2014年10月16日、読売テレビ） - 稲葉 役
- ドラマW「株価暴落」（2014年10月、WOWOW）
- ファーストクラス 第4・5話（2014年11月5日・12日、フジテレビ） - 西村部長 役
- 浅見光彦シリーズ (フジテレビのテレビドラマ)49（2014年） - 岩澤良和 役
- すべてがFになる 第7・8話（2014年12月2日・9日、フジテレビ） - 河嶋慎也 役
- 仮面ライダードライブ 第14・15話（2015年1月18日・25日、テレビ朝日） - 村正守 役
- 保育探偵25時〜花咲慎一郎は眠れない!!〜 第6話（2015年2月20日、テレビ東京） - 遠藤文夫 役
- 水曜ミステリー9（テレビ東京）
  - 「事故調」（2015年4月1日） - 桑島一郎 役
  - 「無敵の法律事務所　弁護の鉄人 橘明日香」（2015年6月3日） - 土屋賢治 役
- 美女と男子（2015年） - 村木プロデューサー 役
- 花咲舞が黙ってない 第2シリーズ 最終話（2015年9月16日、日本テレビ） - 西崎章人 役
- 科捜研の女 （テレビ朝日）
  - season 15 第7話（2015年12月3日） - 百瀬伸也 役
  - season 21 第8話（2021年12月16日） - 中垣淳之 役
- 大岡越前3 第3話（2016年1月29日、NHK BSプレミアム） - 仙太 役
- 金曜プレミアム「松本清張スペシャル・一年半待て」（2016年4月15日、フジテレビ） - 山岡譲 役
- ナイトヒーロー NAOTO 第5話（2016年5月14日、テレビ東京） - 中津川龍虎 役
- 世にも奇妙な物語 春の特別編 「美人税」（2016年5月28日、フジテレビ） - 平田部長 役
- 僕のヤバイ妻（2016年） - 長谷川弁護士 役
- モンタージュ 三億円事件奇譚（2016年6月25日 - 26日、フジテレビ） - 土門茂雄 役
- 警視庁捜査二課・郷間彩香 特命指揮官（2016年） - 佐伯孝雄 役
- 仰げば尊し（2016年） - 井川優 役
- 連続テレビ小説・とと姉ちゃん（2016年、NHK総合[3]） - 澄浦電機の社員 役
- 大河ドラマ・おんな城主 直虎（2017年、NHK総合） - 都築 役
- 明日の約束（2017年、関西テレビ・フジテレビ系） - 吉岡正孝 役
- 月曜名作劇場 「警視庁岡部班」（2017年） - 宮島昌矢 役
- 日曜ワイド 「越後純情刑事・早乙女真子」（2018年） - 鬼平貫一 役
- 越路吹雪物語（2018年） - 浅利慶太 役
- コンフィデンスマンJP 第2話 (2018年4月16日、フジテレビ） - 大野専務 役
- 警視庁・捜査一課長 season3 第5話（2018年5月10日、テレビ朝日） - 西淵真也 役
- ハラスメントゲーム（2018年） - 野村進次郎 役
- スキャンダル専門弁護士 QUEEN（2019年） - 加藤部長 役
- イノセンス 冤罪弁護士（2019年） - 屋島弁護士 役
- 連続テレビ小説・なつぞら（2019年、NHK総合） - 村松 役[2]
- 未解決の女 警視庁文書捜査官〜緋色のシグナル〜（2019年4月28日、テレビ朝日） - 藤田亮平 役
- 螢草 (葉室麟)（2019年） - 斉藤清兵衛
- ルパンの娘（2019年7月- 予定） - 橋本慶一 役
- ベビーシッター・ギン!（2019年） - 山谷正行
- まだ結婚できない男（2019年） - 園田紫苑
- 絶対零度 (テレビドラマ)（2020年） - 益子博文
- 俺たちはあぶなくない〜クールにさぼる刑事たち（2020年） - 江良宗一
- 警視庁強行犯係・樋口顕（2021年） - 沢木達行 役
- 漂着者（2021年） - 小笠原修（国家公安委員長） 役
- やんごとなき一族 第9話（2022年6月16日、フジテレビ） - 今井事務次官 役
- 六本木クラス 第9話（2022年9月1日、テレビ朝日） - 平池誠料理長 役
- 自転車屋さんの高橋くん（2022年） - 青木志朗 役
- JKと六法全書 第7話・最終話（2024年5月31日・6月7日、テレビ朝日） - 菅原勤 役[4]
- 民王R 第2話（2024年10月29日、テレビ朝日） - 望月 役
- モンスター 第8話（2024年12月2日、関西テレビ・フジテレビ系） - 藤吉伸 役[5]
- プライベートバンカー 第8話（2025年2月27日、テレビ朝日） - 加賀谷弁護士 役[6]
- 大追跡〜警視庁SSBC強行犯係〜 第5話（2025年8月6日、テレビ朝日） - 浜田孝弘 役[7]

### ウェブドラマ
- 只野仁スピンオフ「夢見るサウナ」（2017年、AbemaTV） - 野村俊夫 役
- &美少女 NEXT GIRL meets Tokyo 第4話（2017年4月26日、FOD） - 小島耕助 役
- 主夫メゾン（2021年2月26日 - 、TELASA） - 矢守 役[8]

### 映画
- ガメラ3 邪神覚醒（1999年） - 「ザ・ワイド」のディレクター 役
- 雨あがる（2001年）
- 13階段（2003年）
- 踊る大捜査線 THE MOVIE 2 レインボーブリッジを封鎖せよ!（2003年）
- ピカ☆☆ンチ LIFE IS HARDだからHAPPY（2004年）
- ゴーストシャウト（2004年）
- バックダンサーズ!（2006年）
- Little DJ〜小さな恋の物語（2007年）
- 特命係長 只野仁 最後の劇場版（2008年）
- 天使の恋（2009年） - 伊達政司 役
- ワーキング・ホリデー（2012年）
- 表と裏（2015年） - 厚生労働副大臣 内山茂晴
- 威風堂々〜奨学金って言い方やめてもらっていいですか?〜（2024年） - 島崎 役[9]

### 舞台
- 風と共に去りぬ（2011年） - フランク・ケネディ 役
- サンタクロースが歌ってくれた（2010年ほか） - 警部 役
- 隠蔽捜査＆果断・隠蔽捜査2（2011年） - 伊丹俊太郎 役
- 容疑者Xの献身（2012年） - 石神哲哉 役
- 時をかける少女（2015年） - 神石雄三 役
- 大森カンパニープロデュース『更地14』（2018年）
- 絡み合う正義（2024年）[10]
- エンドゲーム（2026年公演予定） - ハム 役[11]

### CM
- ホームセンター「コーナン」

### ナレーション
- シネマアディクト（2012年 - 、BSジャパン）

### 音楽
- 角松敏生 40周年記念ライブ （2021年6月19日横浜アリーナ）ｰ 第二部ミュージカルパート